# Наташа Кампуш
Наташа Марија Кампуш (Беч, 17. фебруар 1988) млада је девојка из Аустрије, која је постала позната по томе, што је киднапована 1998. и држана у затвореништву дуже од осам година. Од отмичара Волфганга Приклопила је побегла 23. августа 2006.

## Живот пре отмице
Наташа Марија Кампуш је рођена 17. фебруара 1988. године у Бечу, од оца Лудвига Коха и мајке Бригите Сирни, рођене Кампуш, која је у време Наташиног рођења имала 38 година и две одрасле ћерке, заправо Наташине полусестре. Наташина мајка је њену прву полусестру родила већ као осамнаестогодишња, а другу отприлике годину дана касније. Бригита је с Наташом непланирано остала у другом стању. Наташини родитељи су најпре живели у изванбрачној заједници, а касније су се разишли. Наташа је одрасла у Бечу, тачније у округу Донауштат. Након развода њених родитеља, се Наташа редовно настављала виђати с оцем, с којим је уједно провела и дан пре отмице. На тај дан, те вечери, кад се Наташа вратила кући, њена мајка није била код куће. Наташа је затим отишла спрат ниже комшиници Гласер, коју је замолила да ли би могла остати код ње, док се њена мајка не врати кући. У касним вечерњим сатима, се Наташина мајка вратила кући и почела викати на њу да оде лећи у кревет. Бригита је затим остала у стану госпође Гласер пити до раних јутарњих сати.

## Отмица
Десетогодишња Наташа Кампуш је породичну кућу у бечком округу Донауштату напустила рано ујутру 2. марта 1998, упутивши се у школу. Ипак, до тамо није стигла. Док је корачала улицом, увидела је испред себе бели комби, иза којег се изненада појавио непознати човек, који ју је зграбио за струк и угурао у комби. Тај човек је био Волфганг Приклопил, који је радио у Сименсу као телекомуникацијски техничар. Дванаестогодишња сведокиња је потврдила да види Наташу како улази у бели мини бус, са затамњеним стаклима, док су друга два сведока потврдила да су на регистарским таблицама уочила слово G. Такође је дванаестогодишња сведокиња потврдила да је видела како Наташу неко увлачи унутар комбија а истовремено друга особа управља возилом, што би значило да су две особе суделовале у отмици, али ипак Наташа то није потврдила. Након што ју је зграбио и увукао у своје возило, Кампушову је Приклопил одвео својој кући у Штрасхофу.
Након отмице, је почела истрага, која је била безуспешна. Полиција је претражила чак 700 аутомобила, који су одговарали опису наведеном у изјави сведока. Чак и сам мини бус отмичара је био под истрагом. Приклопил је изјавио, да је на дан нестанка ујутро био сам код куће и да тај мини бус користи за превоз грађевинског материјала, пошто је у кући обављао неке грађевинске послове. Његов одговор је у потпуности задовољио полицију и сва сумња је сишла с њега. Осим тога, он пре није имао криминални досије, па није ни било разлога да га се и даље сумњичи. Ипак, полиција је и даље наставила потрагу. 
Медијима је дата информација, да је једини траг несталој Наташи Кампуш бели мини бус. Истражило се подручје, где је девојчица нестала. Претражено је читаво подручје Беча и велики број особа с криминалним досијеом везаним уз сексуалне криминалне радње је био испитан и проверен. Чак су и спекулације уз кривњу кругова дечје порнографије и трговине људским органима биле разматране. Наташа је на дан отмице сасвим случајно уз себе имала пасош, пошто је неколико дана пре отмице била на породичном путовању у Мађарској, те је због тога полиција проширила истрагу и у остале европске државе, поготово Мађарску. За отмицу Наташе Кампуш је био осумњичен и серијски убица из Француске, Михаел Фурнирет.

## Затвореништво
Наташа Кампуш је током свог затвореништва била затворена у веома малој тајној соби, 2,5 метара под земљом, са само 5 метара квадратних простора. Димензије те собе су биле дужине 2,78 метара, ширине 1,81 метара и висине 2,73 метара. Такозвани затвор није био обична спаваћа соба. Био је то затворен простор с двоја врата и великим челичним главним вратима. Улаз је био скривен у Приклопиловој гаражи а соба није имала прозора, те тако није ни у њу допирала дневна светлост. Током првих неколико година затвореништва, Наташи није било дозвољено напуштати ту просторију. Првих шест месеци затвореништва је била непрестано у тој собици, без иједног изласка из ње. Након тога, јој је све чешће било дозвољено напуштати собицу и боравити у остатку куће, али сваку ноћ је проводила у тој собици. Тамо је била затворена чак и кад је Приклопил био на послу. Нешто касније, је собица била преуређена према Наташиним идејама. Приклопил јој је увек, кад је била изван те мале собице, претио, да ако од било кога затражи помоћ, да ће убити тог човека. Такође ју је Приклопил увек упозоравао да су врата и прозори куће осигурани експлозивом, те би при случају њеног бега све експлодирало, а чак је и тврдио, да са собом носи пиштољ и да ће је убити ако покуша да побегне. Наташа је од отмичара, док је била затворена, добијала књиге, образовање и приступ телевизији.

## Бекство
Наташа Кампуш се у јавности појавила 23. августа 2006. Тог дана је чистила и усисавала отмичарев аутомобил BMW 850 у врту. У 12:53, је Приклопил добио позив на свој мобилни телефон, те се удаљио од Наташе, због звука усисивача. Тада је Кампушова оставила укључен усисивач и побегла из дворишта. Трчала је кроз дворишта и улицу око 200 метара, тражећи од пролазника да зову полицију, али нико није обраћао пажњу. Након пет минута трчања је закуцала на прозор једне куће, затим се представила жени, која је тамо живела а она је затим позвала полицију, која је дошла у 13:04. После тога, је Наташа одведена на полицијску станицу, у град Дојч-Ваграм. Приклопил је наводно читав разговор завршио, а да није био ометен или прекинут нечиме. 
Наташа је била идентификована према ожиљку на телу, пасошу, који је био пронађен у соби, у којој је била заточена и према ДНК тесту. Била је у добром физичком стању, с обзиром на то, да је била прилично бледа, имала само 48 килограма, а толико исто је имала и пре осам година, када је била отета. За тих осам година је нарасла само 15 центиметара. Савине Фројденбергер, прва полицајка, која је контактирала са Наташом након бекства, је рекла, да је била изненађена Наташином интелигенцијом и вокабуларом. 
Приклопил се, након што је сазнао да га полиција тражи, тог истог дана у 20:59, убио, бацивши се под воз, близу станице Нордбанхоф у Бечу.

## Живот након бекства
Постоје сумње, да Наташа и после бекства болује од Стокхолмског синдрома. Након Приклопилове смрти, је изјавила да тугује за њим, без обзира на чињеницу, да ју је тај човек држао у затвореништву. Али у том случају је занекла могућност постојања овог синдрома и Приклопила назвала криминалцем.
Дана 6. септембра 2006, аустријска TV-станица ORF, је емитовала интервју с Кампушовом, који је неколико сати касније емитовало 400 TV-станица широм света. Заузврат је Наташа добила осигуран смештај, посао и помоћ при даљем образовању.
Године 2010, је Кампушова одлучила купити Приклопилову кућу, у којој је била затворена.